# Duesenberg

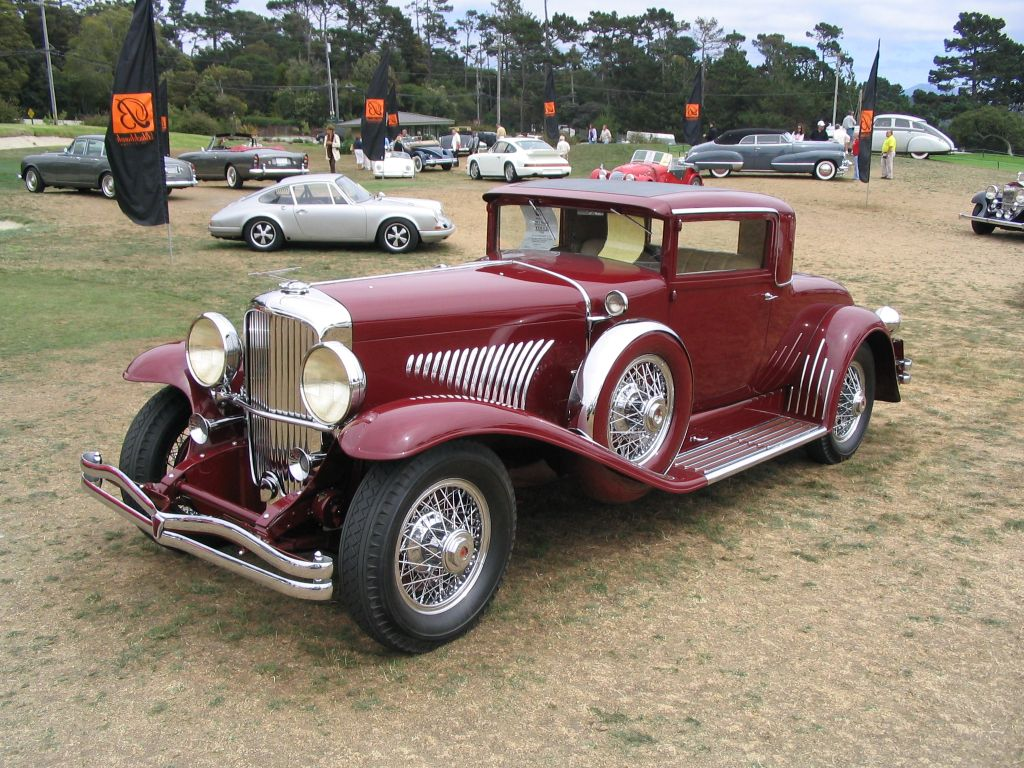
Duesenberg J Judkins, Baujahr 1930

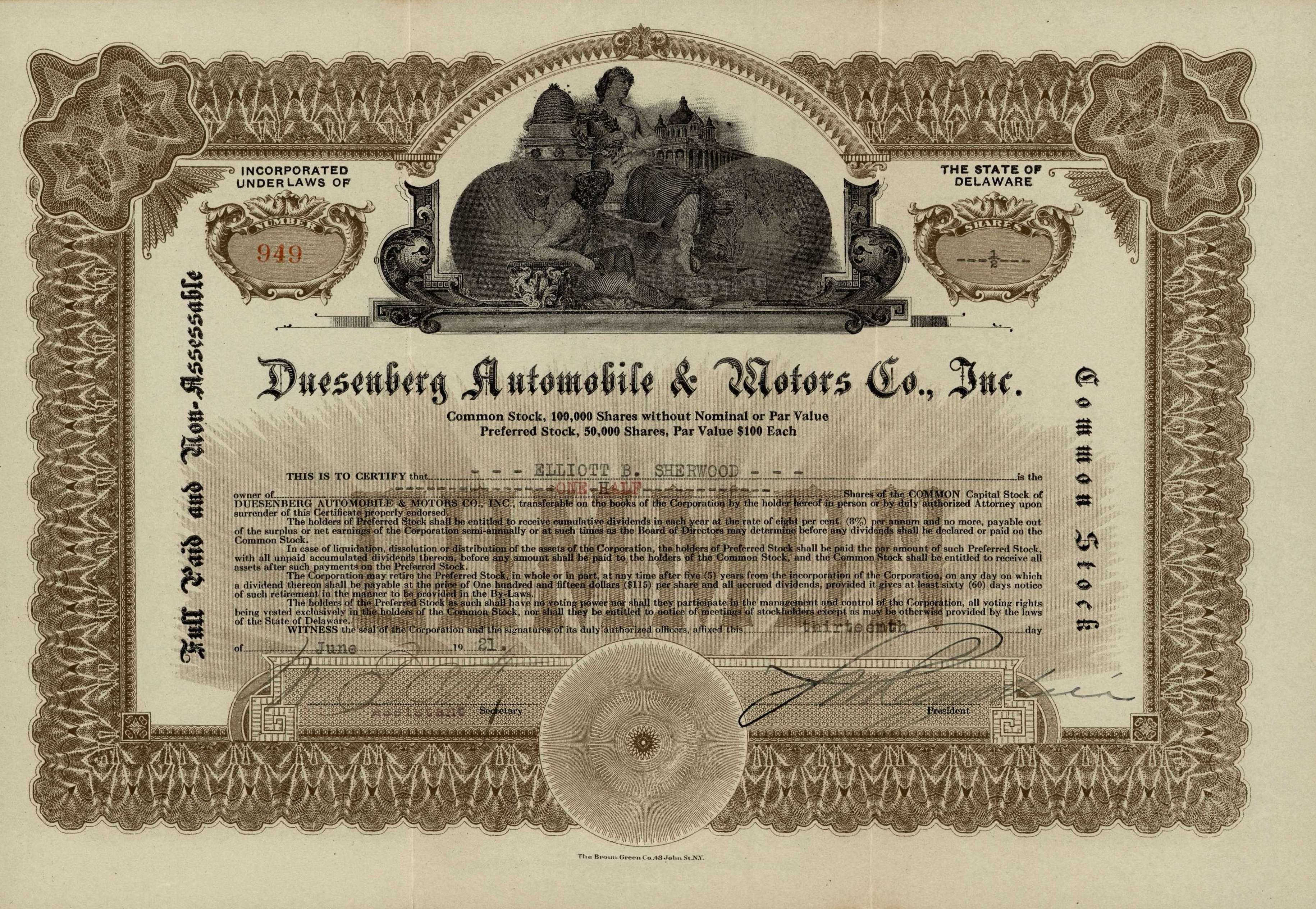
Aktie der Duesenberg Automobile & Motors Co. vom 13. Juni 1921

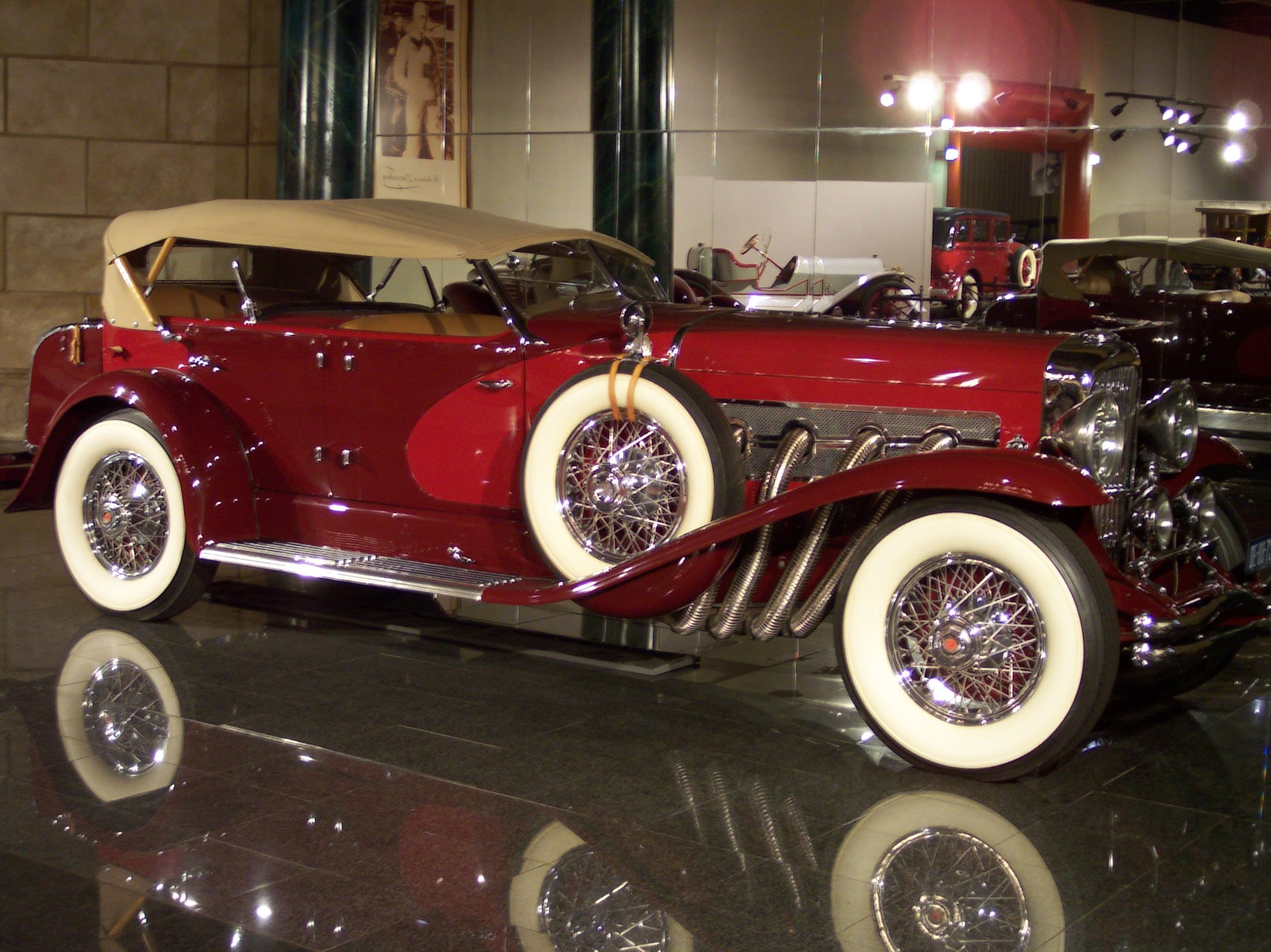
Duesenberg Convertible SJ LA Grand Dual-Cowl Phaeton, Baujahr 1935

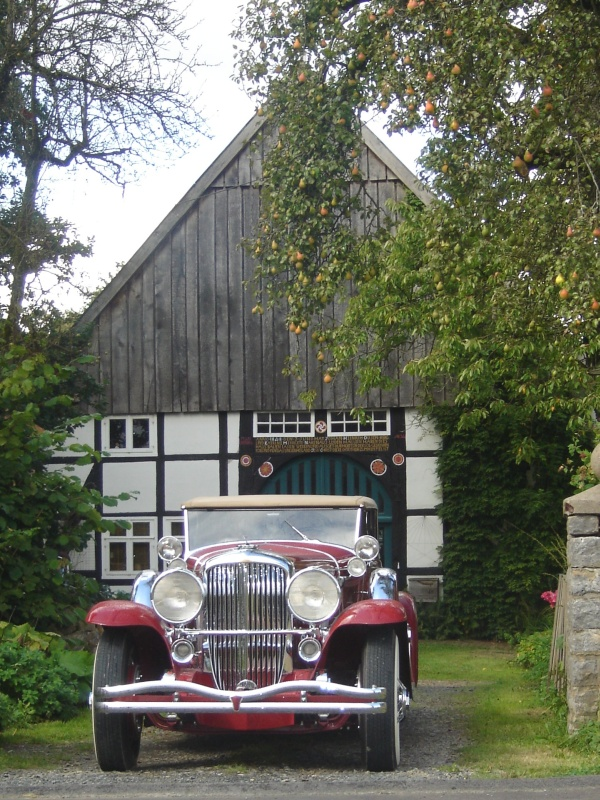
Duesenberg J Murphy Convertible Coupe, Baujahr 1929 vor dem Geburtshaus der Duesenbergs in Kirchheide, 2007

Duesenberg Motor Company war ein US-amerikanischer Automobilhersteller.

## Geschichte
Die Brüder Friedrich (Fritz, später Frederick, Fred; 1876–1932) und August (später Augie genannt; 1879–1955) Düsenberg wurden in Kirchheide (heute Ortsteil von Lemgo) als Söhne von Konrad Heinrich Ludwig und Konradine Düsenberg geboren. Der Vater starb 1881. Die verwitwete Mutter wanderte 1885 mit ihren sechs Kindern in die USA nach Iowa aus. Schon nach kurzer Zeit wurde dort aus dem ü im Nachnamen ein englisch-schreibkompatibles ue; Friedrich und August nannten sich dann Fred und Augie.
Fred gründete 1897 ein Unternehmen, das Fahrräder herstellte und in dem die Brüder auch ihr erstes motorisiertes Fahrrad bauten. Ab 1902 widmete sich Fred dem Tuning von Autos anderer Hersteller. 1903 meldete das Unternehmen Insolvenz an. Ab 1905 waren die Brüder bei der Mason Motor Company in Des Moines (Iowa) beschäftigt, für die sie den Marvel entwickelten.
Die Duesenberg Motor Company (DMC) wurde 1913 in St. Paul, Minnesota gegründet. Sie entwickelte zuerst einen Vierzylindermotor, später einen Reihenachtzylindermotor mit 4,3 l Hubraum und 90 PS. Während des Ersten Weltkriegs lieferte die DMC Motoren für Boote und Flugzeuge der britischen Armee und nach Frankreich. Nach dem Krieg baute Duesenberg auch wieder Automobile. Neben Erfolgen beim Rennen in Indianapolis stellte ein Duesenberg 1920 einen Weltrekord mit 251 km/h auf; 1921 gewann ein Duesenberg den Großen Preis von Frankreich in Le Mans. Ab 1921 entstand als Serienfahrzeug der Duesenberg Model A mit einem 4,3 Liter großen Reihenachtzylindermotor, der 1926 zum Model X weiterentwickelt wurde.
1926 erwarb Errett Lobban Cord das Unternehmen; er hatte bereits zwei Jahre zuvor die Auburn Automobile Company gekauft. Die Brüder Duesenberg blieben dem Unternehmen in leitenden Positionen erhalten. In der Folge wurden Fahrzeuge und Motoren für die Marken Auburn, Cord und Duesenberg gemeinsam entwickelt und gebaut – ein Vorgehen, wie es nach ihrem Zusammenschluss Bentley und Rolls-Royce in Europa ähnlich handhabten. Die Wagen wurden nun in den Hallen von Auburn produziert. In der Holding der Cord Company waren die Duesenberg-Wagen unter allen Marken stets die Spitzenmodelle mit dem höchsten Ansehen (und den höchsten Preisen).
Die Duesenberg-Autos waren zukunftsweisend, nicht nur durch ihre Zuverlässigkeit, sondern ebenso mit technischen Lösungen – mit hydraulischen Bremsen, DOHC-Vierventiltechnik und Kompressoraufladung – auch in den zivilen Versionen, die von Königen, Filmstars und Gangsterbossen gefahren wurden. Das 1929 vorgestellte Modell J hatte einen Hubraum von 6,9 l, eine Leistung von 265 PS und eine Höchstgeschwindigkeit von 180 km/h. Sein Nachfolger SJ hatte einen aufgeladenen Motor und brachte es 1932 auf 320 PS und eine Spitzengeschwindigkeit von 243 km/h.
Duesenberg lieferte, wie zu jener Zeit üblich und typisch, lediglich Motoren und Fahrgestelle. Die Aufbauten wurden von Karosseriebauern, Sattlern und Schreinern individuell nach Kundenwunsch gefertigt. Zu ihnen gehörten mit Derham, LeBaron, Murphy, Rollston oder Waterhouse die teuersten und exklusivsten Unternehmen der Branche; außerdem versuchten sich auch Außenseiter wie Wolfington an Duesenbergs. Es gab und gibt keine zwei gleichen Duesenbergs – jedes Fahrzeug war ein Unikat. Erst 1930 legte Duesenberg ein eigenes Programm werksseitig angebotener Karosserien auf, die dem fiktiven Karosseriehersteller LaGrande zugeschrieben wurden, tatsächlich aber bei kleinen, weitgehend unbekannten Unternehmen in Indianapolis gefertigt wurden.
Nach heutiger Kaufkraft entspräche der Neupreis eines SJ etwa 1,5 Millionen Euro. Duesenberg konnte es sich leisten, seine Kunden auszusuchen. Es reichte nicht aus, einfach den entsprechenden Kaufpreis vorlegen zu können. Nur wenn der Kunde den Vorstellungen der Duesenbergs entsprach, kam es zum Geschäft. Als die ersten Duesenbergs in den Gangsterkreisen von Chicago und New York auftauchten und auch Banküberfälle damit verübt wurden, bei denen die schnellen Fahrzeuge als Fluchtautos dienten, waren die Duesenberg-Brüder sehr um den Ruf ihrer Marke besorgt.
Von Duesenberg stammt auch ein W24-Bootsmotor, mit dem H. E. Dodge Jr. (Sohn von Horace Elgin Dodge) 1937 erstmals auf dem Wasser die 100-mph-Grenze (rund 161 km/h) durchbrach.
Am 26. Juli 1932 verstarb Fred in Folge einer Lungenentzündung. Durch den Tod von Fred Duesenberg verlor das Unternehmen seinen genialen Konstrukteur. Sein Bruder August überlebte ihn um mehr als zwanzig Jahre; er starb am 18. Januar 1955.
In der Autoindustrie wurden in jenen Jahren zunehmend Ganzstahlkarosserien produziert, als es genügend starke Hydraulikpressen für die großen Blechteile wie Kotflügel, Motorhauben und Dächer gab. Dadurch verschwand bei Personenwagen das Fahrzeugbauerprinzip der getrennten Fertigung von Fahrgestell und Antrieb einerseits und andererseits des nachfolgenden separaten Karosseriebaus zugunsten einer integrierten Gesamtfertigung (Fahrgestell, Technik und Karosserie) in einem einzigen Unternehmen, wie z. B. Ford es praktizierte.
Die Bedeutung der Marke Duesenberg ging zurück. 1937 endete die Produktion von Automobilen der Marke Duesenberg, nachdem die Muttergesellschaft Cord Corporation in Konkurs ging.
Duesenberg-Verkäufe sind seit 1970 fast nur noch nach Todesfällen von Eignern zustande gekommen, wie z. B. bei der Auflösung der „Harrah’s Collection“ von William F. Harrah, eines Spielcasinobesitzers in Nevada, dessen Autosammlung nach seinem Tod auf Europa-Tournee ging, bevor sie zu Teilen versteigert wurde. Unter anderem waren ein Auburn Speedster und alle drei Duesenberg-Wagen von Harrah im Juni 1979 in Düsseldorf in der Alten Messe zu sehen. Ungefähr die Hälfte der rund 650 jemals hergestellten Duesenberg soll noch fahrbereit sein. Andere Quellen sprechen von 470 produzierten Fahrzeugen.
Nach Europa gelangten nur etwa 30 der produzierten Duesenberg-Wagen; ein großer Teil von ihnen überdauerte die Kriegswirren nicht. Der Ruf der Duesenberg-Autos in den USA ist in europäischen Maßstäben nur mit den Fahrzeugen von Rolls-Royce vergleichbar, aber neben dem Luxus des hohen Preises zudem mit dem Plus einer hohen Leistung und Sportlichkeit. Die Wagen gelten bei ihren Anhängern als Nonplusultra des zeitgenössischen Automobilbaus.

## Wiederbelebungen
Nach dem Zweiten Weltkrieg gab es wiederholt Bestrebungen, die Marke Duesenberg wiederzubeleben. Abgesehen von zahlreichen Replica-Projekten gab es mindestens drei Versuche, neu entwickelte Fahrzeuge unter dem Namen Duesenberg herzustellen. Sie scheiterten alle.

### Projekte von August Duesenberg
Erste Ansätze, wieder in die Automobilproduktion einzusteigen, unternahm August Duesenberg ab 1947. Seine Versuche kamen aber nicht über das Stadium bloßer Ankündigungen hinaus. Es fehlte von Anfang an eine solide Finanzierung, sodass nicht einmal Pläne für ein künftiges Fahrzeug entwickelt werden konnten.

### Duesenberg Modell D: Fred Duesenberg und Virgil Exner

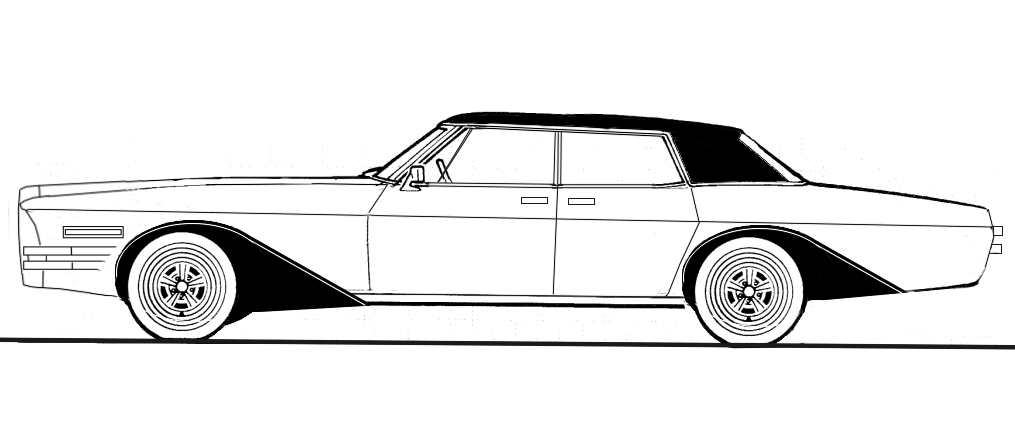
Duesenberg Model D

1964 gründete Fred Duesenberg, der Sohn von August Duesenberg, zusammen mit einer Reihe amerikanischer Geschäftsleute die Duesenberg Corporation in Indianapolis, Indiana. Grundlage dieses Projekts war eine von Virgil Exner gestaltete Limousine. Von allen Revival-Versuchen der Marke Duesenberg gedieh dieser mit Abstand am weitesten, scheiterte aber kurz vor der Aufnahme der Serienproduktion erneut an der Finanzierung. Gleichwohl entfaltete das Auto wegen seines herausragenden Designs nachhaltigen Einfluss auf die Gestaltung künftiger amerikanischer Automobilgenerationen.

### Duesenberg Model E: Harlan und Kenneth Duesenberg
Einen weitaus weniger ambitionierten Versuch, die Marke Duesenberg wiederzubeleben, unternahmen Harlan und Kenneth Duesenberg, Großneffen von August und Fred, in den späten 1970er Jahren. Sie gründeten 1976 die New Duesenberg Brothers Company in Chicago und hofften, unter dem bekannten Namen eine luxuriöse Limousine herstellen und verkaufen zu können.
Tatsächlich war ihr Projekt nicht mehr als ein Boutique-Auto, d. h. ein optisch überarbeitetes, teuer ausgestattetes Großserienfahrzeug. Die technische Basis kam von Cadillac: Das Chassis und die Karosseriestruktur wurden vom Cadillac Fleetwood 60 Special-Fahrgestells der 1976er Generation übernommen, der Motor war ein 7,0 Liter-Achtzylinder von Cadillac.
Die Karosserie hatte Robert Peterson entworfen, ein Mitinhaber des Chicagoer Karosseriewerks Lehmann & Peterson, das auf die Herstellung von Limousinen spezialisiert war. Sein Entwurf fiel betont eckig aus und trug einige Elemente, die unbeholfen wirkten. Neben einem rechtwinkligen Kühlergrill galt das vor allem für die geschwungene Frontstoßstange, die von einigen Betrachtern als schwingende Flügel interpretiert wurden, während böswilligere Kommentatoren sie mit einem Schnauzbart verglichen. Vergleichsweise billig wirkten die übereinander angeordneten Doppelscheinwerfer, die dem zeitgenössischen Dodge Monaco entlehnt waren.
Ein Prototyp des Autos wurde 1979 fertiggestellt und bei verschiedenen Anlässen präsentiert. Die Duesenberg-Brüder hatten eine Preisvorstellung von 100.000 Dollar pro Auto – mehr als das Sechsfache eines voll ausgestatteten Cadillac Fleetwood Brougham. Es kam nicht zu einer Serienproduktion. Der Prototyp existiert heute noch.

## Nachbauten

### Duesenberg Corporation
1971 stellte die Duesenberg Corporation von Bernard Miller in Gardena (Kalifornien) einen Nachbau des „SSJ“ Speedster von Gary Cooper vor. Das Original war zu dieser Zeit Bestandteil der bedeutenden Sammlung von Briggs Cunningham. Das schlicht Duesenberg '71 genannte Modell war auf dem Fahrgestell eines Dodge LKW mit 3251 mm (128 Zoll) Radstand aufgebaut; das Original hatte 3175 mm (125 Zoll). Als Antrieb diente ein V8 von Chrysler mit 6276 cm³ (383 c.i.) in der Ausführung als Industrie- und Bootsmotor. Zur Leistungssteigerung gab es einen Paxton-Kompressor. Gemäß Werk soll das Triebwerk 504 SAE-PS (375,8 kW) geleistet haben, die Wahrheit lag aber wohl näher bei 300 SAE-PS (223,7 kW). Zur Auswahl standen ein LoadFlite Automatikgetriebe oder ein manuelles Vierganggetriebe. Die Karosserie bestand aus Aluminiumblech, das über einen Eschenholz-Rahmen getrieben wurde. Die Kotflügel waren aus Stahl, die Kühlermaske aus Aluminiumguss. Die großen Scheinwerfer wurden aus einem Messingblock gedreht und verchromt. Der Duesenberg '71 kostete 24.500 US$; geplant war eine Auflage von 100 Exemplaren. Wie viele tatsächlich gebaut wurden, ist unbekannt.

### Elite Heritage Motors Corporation
Diese Firma wurde 1975 in Elroy (Wisconsin) gegründet. Ihren Duesenberg II Speedster stellte sie 1977 auf dem Jahrestreffen des Auburn-Cord-Duesenberg Clubs in Auburn vor. Das Fahrzeug hatte ein Chassis eigener Konstruktion mit einem Radstand von 3899 mm (153½ Zoll), die gesamte Länge des Zweisitzers betrug beeindruckende 5740 mm (226 Zoll). Das Fahrgestell war eine Eigenkonstruktion. Vorne wurde die Aufhängung eines Ford-LKW verwendet. Den Antriebsstrang (V8-Motor, Automatikgetriebe und Hinterachse) steuerte Lincoln bei. Der Hubraum betrug 5752 cm³ (351 c.i.). Das Fahrzeug erhielt vorne Scheiben- und hinten Trommelbremsen. Die Karosserie bestand aus GFK und war klar dem Weymann Speedster von 1933 nachgebildet. Die Kotflügel waren tropfenförmig. Zur Grundausstattung gehörten Scheibenräder (Speichenräder gegen Aufpreis), nicht-funktionale Auspuffschläuche auf der Fahrerseite, Servolenkung, Servobremsen, Klimaanlage, ein Armaturenbrett mit Zapfenschliff, elektrische Fensterheber, elektrische Sechsfach-Sitzverstellung, Lenkradverstellung, Tempomat, UKW / MW-Radio mit Achtspur-Tonbandgerät und Lederausstattung. Der Preis bei Markteinführung ist nicht bekannt; er betrug jedoch 1981 US$ 101.000. In diesem Jahr wurde mit dem Royalton ein offener, viertüriger Viersitzer nachgeschoben. Dieser war dem Derham Tourster nachgebildet, einem Dual Cowl Phaeton aus dem Werkskatalog. Er erhielt lange, geschwungene Kotflügel, welche in Trittbretter übergingen und auf jeder Seite ein Reserverad enthielten. Der Royalton kostete US$ 125.000. 1982 folgte schließlich mit dem Torpedo Roadster eine dritte Variante. Sie verband die Bootsheck-Karosserie des Speedster mit den Kotflügeln des Royalton. Technisch waren alle Versionen identisch, die Motoren entsprachen jeweils dem technischen Stand des Lincoln. Duesenberg II konnten in jeder Ford- oder Lincoln-Vertretung gewartet werden. 1984 wurde der Torpedo Roadster nur noch auf Bestellung gebaut; vom Royalton entstand ein Exemplar pro Monat. Während dieser immer noch zum gleichen Preis angeboten wurde, kostete der Speedster nun US$ 120.000.

### „Tribute To Twenty Grand“
Ein ganz besonderes Einzelstück entstand auf der Basis eines Duesenberg II Royalton. Es handelt sich um den detailgetreuen Nachbau des Duesenberg SJ Arlington Torpedo Sedan, entstanden für die Weltausstellung in Chicago 1933. Dieser von Gordon Buehrig entworfene Sedan war bei Rollston karossiert worden und erhielt seinen Namen wegen seines Preises von damals atemberaubenden US$ 20.000. Der minutiöse Nachbau nahm zehn Jahre in Anspruch. Mechanische Veränderungen betreffen einen Kompressor für den Motor, ein manuelles Fünfganggetriebe anstelle der Automatik, wodurch auch der Getriebetunnel eliminiert werden konnte. Die Karosserie aus Aluminium und GFK entspricht bis ins Detail dem Vorbild (mit Kunstlederbezug anstelle von Stoff). Moderne Annehmlichkeiten wie Klimaanlage und Stereoanlage sind vorhanden, aber versteckt untergebracht, und über die Fensterkurbeln werden die elektrischen Fensterheber bedient.

## Verschiedenes
Die Marke Duesenberg hatte Einfluss auf die US-amerikanische Umgangssprache. Mit der Aussage „It’s a doozy!“ wurde ab dem 19. Jahrhundert eine Sache ursprünglich als schön bezeichnet, „doozy“ war die Slang-Form von „daisy“ (Gänseblümchen). Nach dem Erscheinen der Duesenberg-Fahrzeuge vollzog sich allerdings ein Bedeutungswandel. Der Satz kennzeichnet nun einen Gegenstand als extravagant. Wegen der phonetischen Ähnlichkeit findet sich vereinzelt die Schreibweise „It’s a duesy!“
Ein bekannter Sammler von Duesenbergs ist der US-amerikanische Moderator Jay Leno. Neben seiner beträchtlichen Anzahl an Autos aus verschiedenen Automobilepochen besitzt er auch seltene Duesenbergs aus den Jahren 1920 und 1930.
Der Name der 1986 gegründeten deutschen Gitarrenmarke Duesenberg Guitars spielt auf den Firmennamen an.